# Jihlavská astronomická společnost
Jihlavská astronomická společnost, z. s. je nestátní nezisková organizace působící především v oblasti popularizace astronomie a příbuzných vědních oborů. Tato společnost oficiálně vznikla 20. února 2004 jako občanské sdružení a od roku 2014 se transformovala podle Nového občanského zákoníku na zapsaný spolek (z. s.). Jejím předsedou je samotného začátku až doposud Miloš Podařil. Jihlavská astronomická společnost patří mezi kolektivní členy České astronomické společnosti (ČAS). Hlavním působištěm Jihlavské astronomické společnosti je goticko-renesanční hradební věž brány Matky Boží (Věžní 1, Jihlava).

## Činnost
Společnost pravidelně pořádá veřejná astronomická pozorování z ochozu brány Matky Boží v Jihlavě. Příležitostně pak i výjezdní pozorování v jiných obcích, na dětských táborech, na Noci vědců či na Muzejní noci. Vedle toho ve spolupráci s  Pobočkou Vysočina České astronomické společnosti a Muzeem Vysočiny Jihlava pravidelně připravuje vědecko-populární přednášky pro veřejnost. Dále Jihlavská astronomická společnost organizuje Astronomický tábor určený dětem mezi deseti a sedmnácti roky věku, jež se zajímají o astronomii. Spolu s Domem dětí a mládeže Jihlava navíc společnost spolupořádá Astronomický kroužek, v němž se schází děti stáří dvanácti až patnácti let.

## Astronomické vybavení

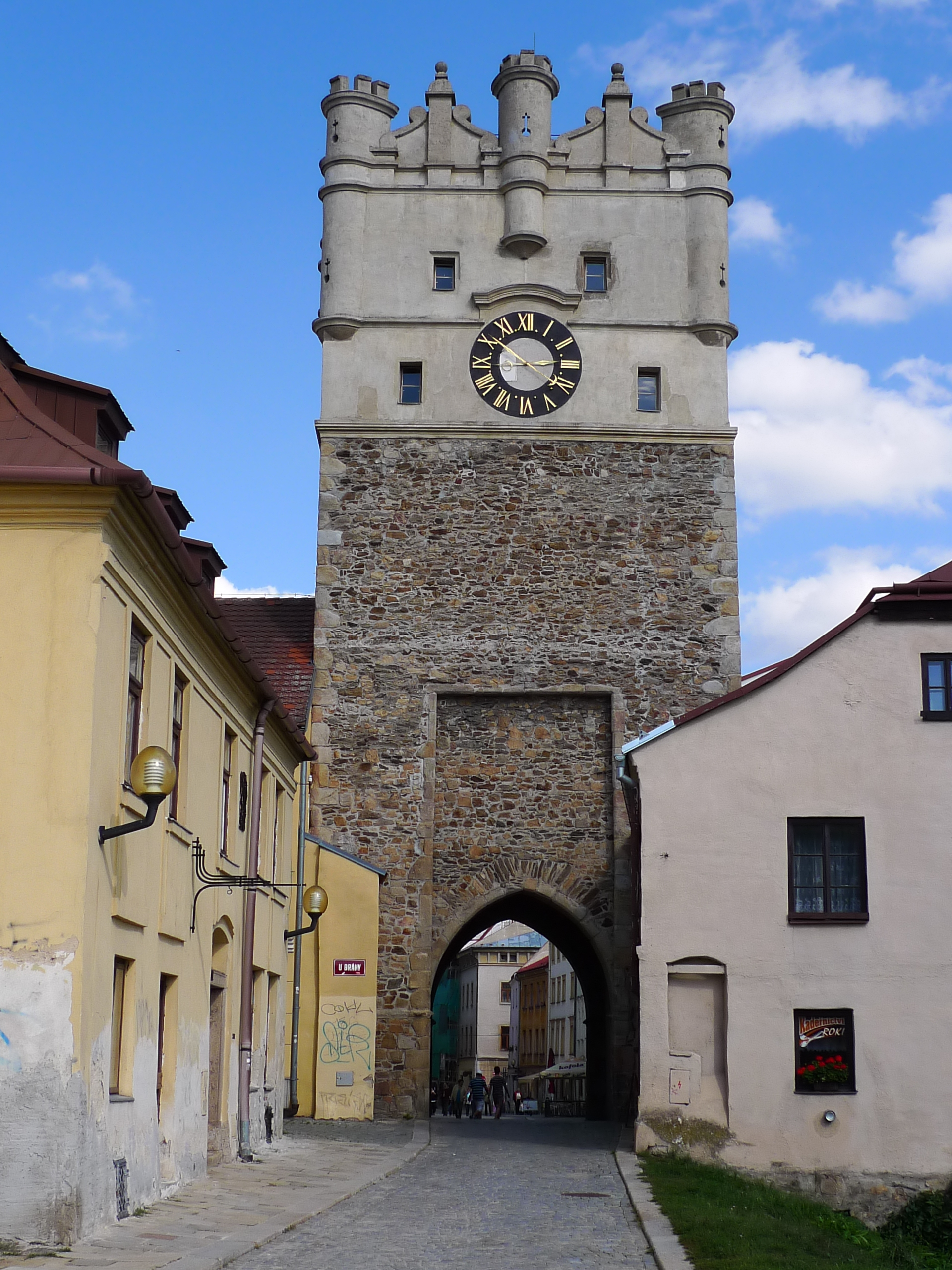
Jihlavská brána Matky Boží, kde z ochozu Jihlavská astronomická společnost pořádá věřená astronomická pozorování.

Pro večerní pozorování se používá několik dalekohledů, největší z nich má průměr zrcadla 305 mm. Díky slunečním filtrům je možné pozorovat i sluneční fotosféru. Speciální dalekohled Lunt umožňuje i pozorování chromosféry Slunce

## Astronomický tábor
Astronomický tábor Jihlavské astronomické společnosti je letní dětský tábor zaměřený na astronomii a příbuzné vědní oblasti pro děti ve věku 10 až 17 let.
Historie Astronomického tábora Jihlavské astronomické společnosti sahá až do roku 2004, kdy proběhl jeho první ročník. V období let 2004 až 2012 tábor nesl označení Letní astronomické soustředění (LASO) a byl pořádán pod záštitou Domu dětí a mládeže Jihlava. Od roku 2014 je astronomický tábor pořádán výhradně Jihlavskou astronomickou společností.
Tábor se koná na základně jihlavského DDM na Hájence Černé lesy u Brtnice na Jihlavsku.

## Hvězdárna v Jihlavě
Protože hvězdárna v Jihlavě není, Jihlavská astronomická společnost se již od roku 2004 snaží tuto hvězdárnu zrealizovat a sehnat finanční prostředky na její stavbu.
Astronomická pozorovatelna na vyhlídkové terase věže jihlavské brány Matky Boží je pouze improvizovaným stanovištěm s velkým množstvím omezení. Předně se jedná o světelné znečištění, které je v centru města Jihlava velice omezující pro astronomická pozorování, či v neposlední řadě nutnost rozebírat a odnášet astronomické dalekohledy po každém pozorování.
Ačkoliv v minulosti vzniklo hned několik více či méně ambiciózních projektů (především ve spolupráci se Statutárním městem Jihlava a Krajem Vysočina), snahy Jihlavské astronomické společnosti byly prozatím marné. Díky úsilí Jihlavské astronomické společnosti vznikl dokonce kompletní projekt Vesmír Vysočiny, avšak po krajských volbách v roce 2008 byl projekt a financování projektu Vesmír Vysočiny krajem zrušeno.
Město Jihlava tak zůstává jedním z mála krajských měst v České republice bez vlastní hvězdárny.